# Csigászhéja
A csigászhéja (Chondrohierax uncinatus) a madarak osztályának vágómadár-alakúak (Accipitriformes) rendjébe, ezen belül a vágómadárfélék (Accipitridae) családjába és a darázsölyvformák (Perninae) alcsaládba tartozó faj.

## Előfordulása
Az Amerikai Egyesült Államok, Közép-Amerika és Dél-Amerika területének egy részén honos.

## Alfajai
- csigászhéja (Chondrohierax uncinatus uncinatus) - Mexikó déli részétől délre Argentína északi részéig
- mexikói csigászhéja (Chondrohierax uncinatus aquilonis) - Mexikó
- grenadai csigászhéja (Chondrohierax uncinatus mirus) - Grenada

## Megjelenése
Testhossza 38-46 centiméter.